# (813) Baumeia
(813) Baumeia – planetoida z grupy pasa głównego asteroid okrążająca Słońce w ciągu 3 lat i 116 dni w średniej odległości 2,22 au. Została odkryta 28 listopada 1915 roku w Landessternwarte Heidelberg-Königstuhl w Heidelbergu przez Maxa Wolfa. Nazwa pochodzi od H. Bauma, studenta astronomii w Heidelbergu poległego w czasie I wojny światowej. Przed nadaniem nazwy planetoida nosiła oznaczenie tymczasowe (813) 1915 YR.